# Куломъю
Куломъю или Кулэмъю (устар. Кулом-Ю, Кулом) — река в России, течёт по территории Усть-Куломского района Республики Коми. Берёт начало у северо-западной окраины возвышенности Жежимпарма. Низовья Куломъю весьма заболочены. Устье реки находится в 677 км по правому берегу реки Вычегда на высоте 96 м над уровнем моря. Длина Куломъю составляет 84 км.

## Притоки
- 8 км: Сордъёль (пр)
- 23 км: Чужмеръёль (пр)
- 48 км: Асыввож (лв)

## Данные водного реестра
По данным государственного водного реестра России относится к Двинско-Печорскому бассейновому округу, водохозяйственный участок реки — Вычегда от истока до города Сыктывкар, речной подбассейн реки — Вычегда. Речной бассейн реки — Северная Двина.
Код объекта в государственном водном реестре — 03020200112103000016118.